# Logan Kanapathi
Logan Kanapathi est un homme politique provincial canadien de l'Ontario. Il est député provincial progressiste-conservateur de la circonscription ontarienne de Markham—Thornhill depuis 2018.

## Biographie
Né à Jaffna au Sri Lanka, Kanapathi étudie à l'université de Jaffna.
Il entame une carrière publique en siégeant au conseil municipal de Markham pour le Ward 7 lors de l'élection de 2006. Il est réélu en 2010 et en 2014. 
En 2014, il brigue la nomination du Parti libéral du Canada dans la circonscription de Scarborough-Nord en vue de l'élection fédérale de 2015. Il est défait par la conseillère scolaire torontoise Shaun Chen.